# انتاموبا هیستولیتیکا
اِنتامیبا هیستولیتیکا (Entamoeba histolytica) یک گونه آمیب از سرده انتامیبا است. آلودگی انسان با انتاموبیا هیستولیتیکا می‌تواند باعث بروز اسهال خونی آمیبی شود.

## انتشار
این انگل بیشتر عفونت روده‌ای ایجاد می‌کند ولی عفونت علامت‌دار فقط در ۱۰٪ موارد رخ می‌دهد و باقی موارد بدون علامت می‌باشد. بعضی افراد بیشتر دچار آلودگی می‌شوند از جمله کسانی که در مناطق با بهداشت پایین زندگی می‌کنند یا کسانی که به این مناطق سفر می‌کنند. همچنین افرادی که در محلهایی به‌طور گروهی زندگی می‌کنند مثلاً پادگانها، خانه سالمندان، محل نگهداری افراد عقب مانده ذهنی نیز بیشتر به این بیماری مبتلا می‌شوند.

## انتقال
ابتلا به این عفونت در اثر ورود کیست این انگل تک سلولی از طریق آب یا غذای آلوده به درون دستگاه گوارش فرد صورت می‌گیرد. کیست این انگل بسیار مقاوم بوده و می‌تواند هفته‌ها در خاک مرطوب زنده بماند. پس از ورود کیست به دستگاه گوارش، تبدیل به شکل فعال خود شده و باعث ایجاد بیماری می‌شود.

## علائم و نشانه‌ها
فقط ۱۰٪ موارد عفونت، علامتدار شده و فرد علائم بیماری را نشان خواهد داد. این علائم معمولاً ۶–۲ هفته پس از خوردن کیست آغاز شده و به صورت اسهال (که دفعات آن در طول روز ممکن است به ۱۲–۶ باربرسد)درد شکم، دل پیچه خود را نشان می‌دهد. اما شدیدترین فرم بیماری گوارشی آن اسهال خونی آمیبی است که با خون در مدفوع، تب، درد شکم خود را نشان می‌دهد. همچنین آمیب می‌تواند با سوراخ کردن جدار روده، خود را به جریان خون رسانده و از این طریق به اعضاء دیگر رفته و باعث ایجاد آبسه آمیبی در این اعضاء شود. کبد شایعترین مکان برای ایجاد آبسه آمیبی است ولی به ندرت این آبسه‌ها در ریه یا مغز نیزایجاد می‌شوند.

## تشخیص و درمان
معمولاً درآزمایش مدفوع، دیدن انگل به تشخیص کمک می‌کند. درمان جبران آب و الکترولیت در فاز حاد اسهال و مصرف طولانی آنتی بیوتیک‌ها مانند مترونیدازول است. رعایت بهداشت فردی و دفع صحیح فاضلاب برای جلوگیری از انتشار بیماری ضروری است.

## نگارخانه

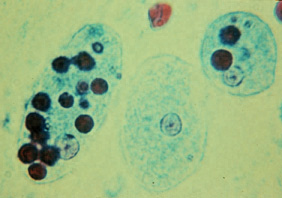
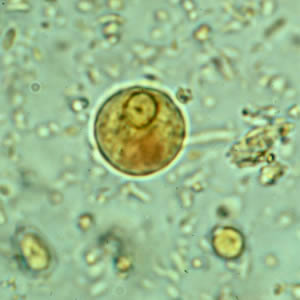
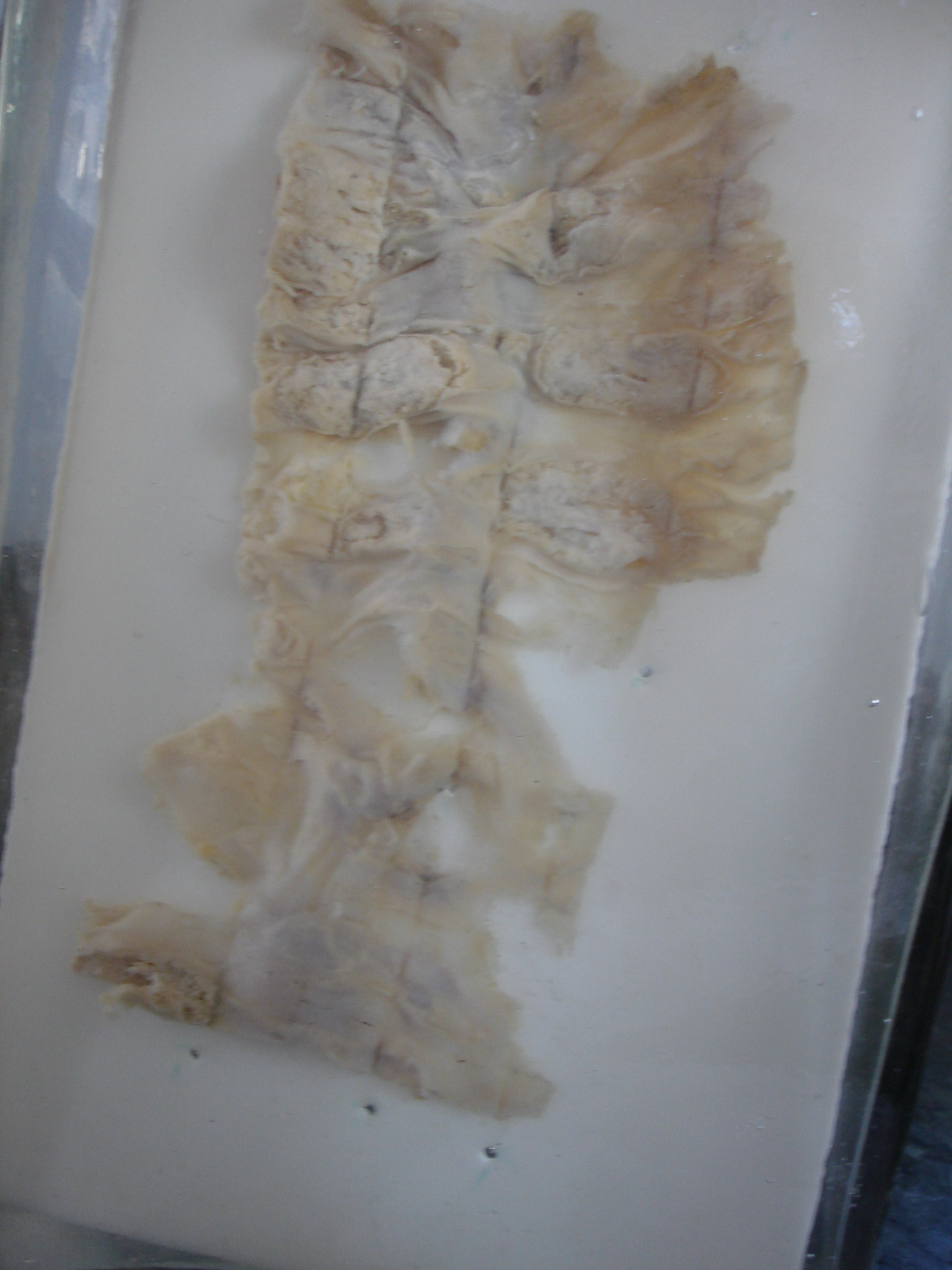